# Ophidiasteridae
Ophidiasteridae é uma família da ordem Valvatida, da classe Asteroidea.

## Gêneros
- Andora A.M. Clark, 1967
- Austrofromia H.L. Clark, 1921
- Bunaster Doderlein, 1896
- Celerina A.M. Clark, 1967
- Certonardoa H.L. Clark, 1921
- Cistina Gray, 1840
- Copidaster A.H.Clark, 1948
- Dactylosaster Gray, 1840
- Devania Marsh, 1974
- Dissogenes Fisher, 1913
- Drachmaster Downey, 1970
- Ferdina Gray, 1840
- Gomophia Gray, 1840
- Hacelia Gray, 1840
- Heteronardoa Hayashi, 1973
- Leiaster Peters, 1852
- Linckia Nardo, 1834
- Narcissia Gray, 1840
- Nardoa Gray, 1840
- Oneria Rowe, 1981
- Ophidiaster L. Agassiz, 1836
- Paraferdina James, 1976
- Pharia Gray, 1840
- Phataria Gray, 1840
- Plenardoa H.L. Clark, 1921
- Pseudophidiaster H.L. Clark, 1916
- Sinoferdina Liao, 1982
- Tamaria Gray, 1840

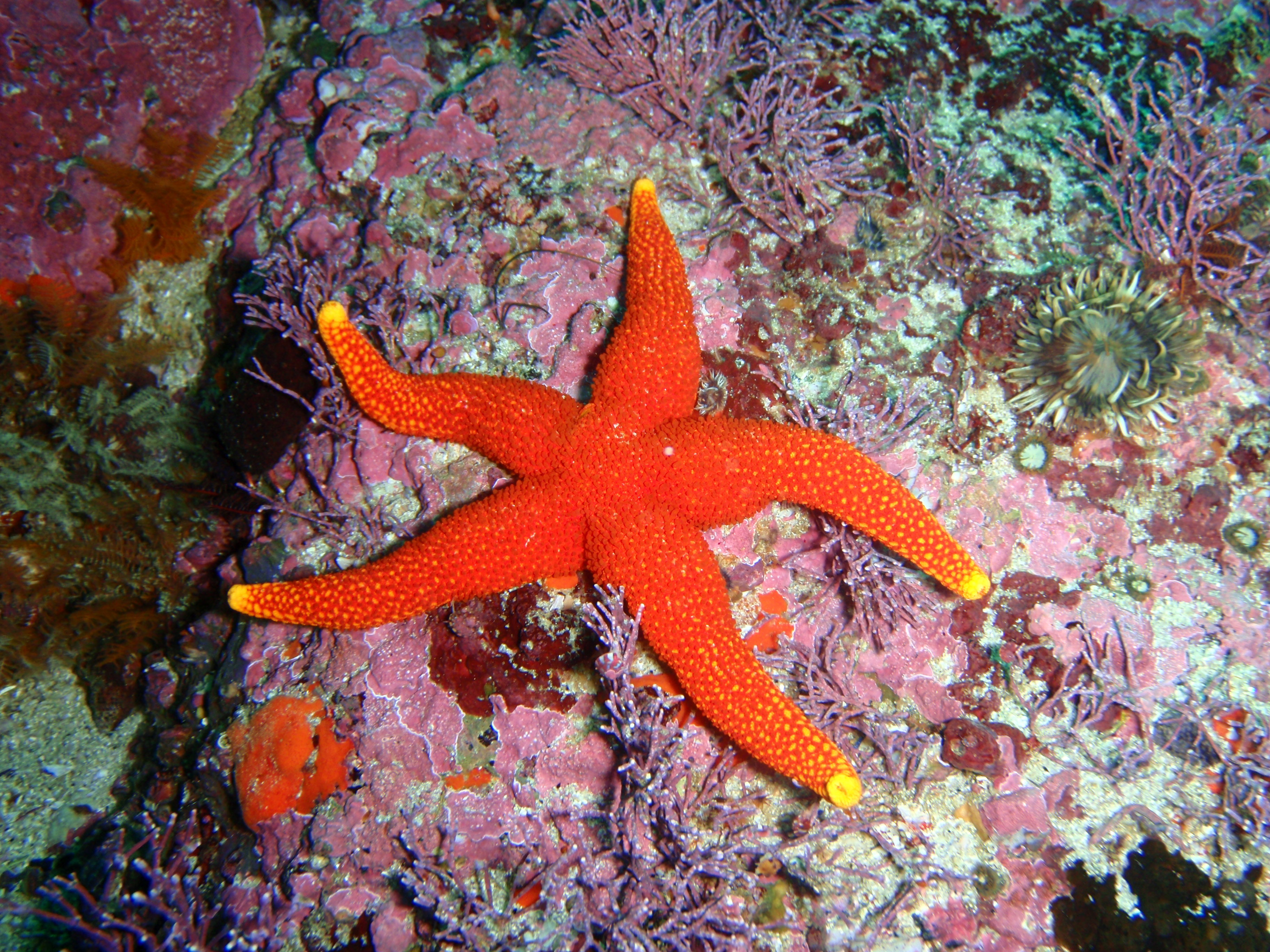
Austrofromia schultzei
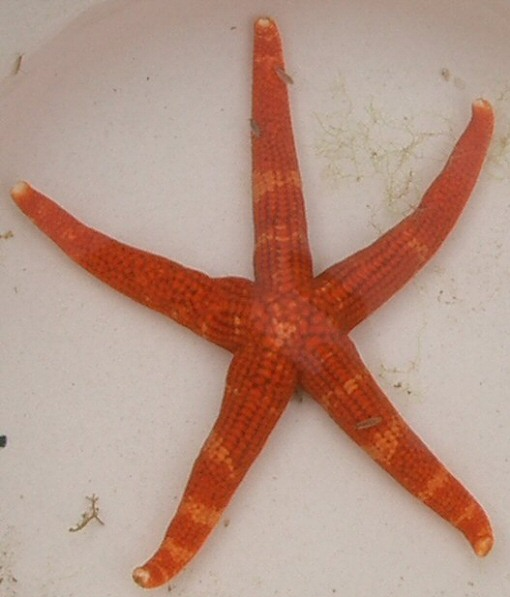
Certonardoa semiregularis
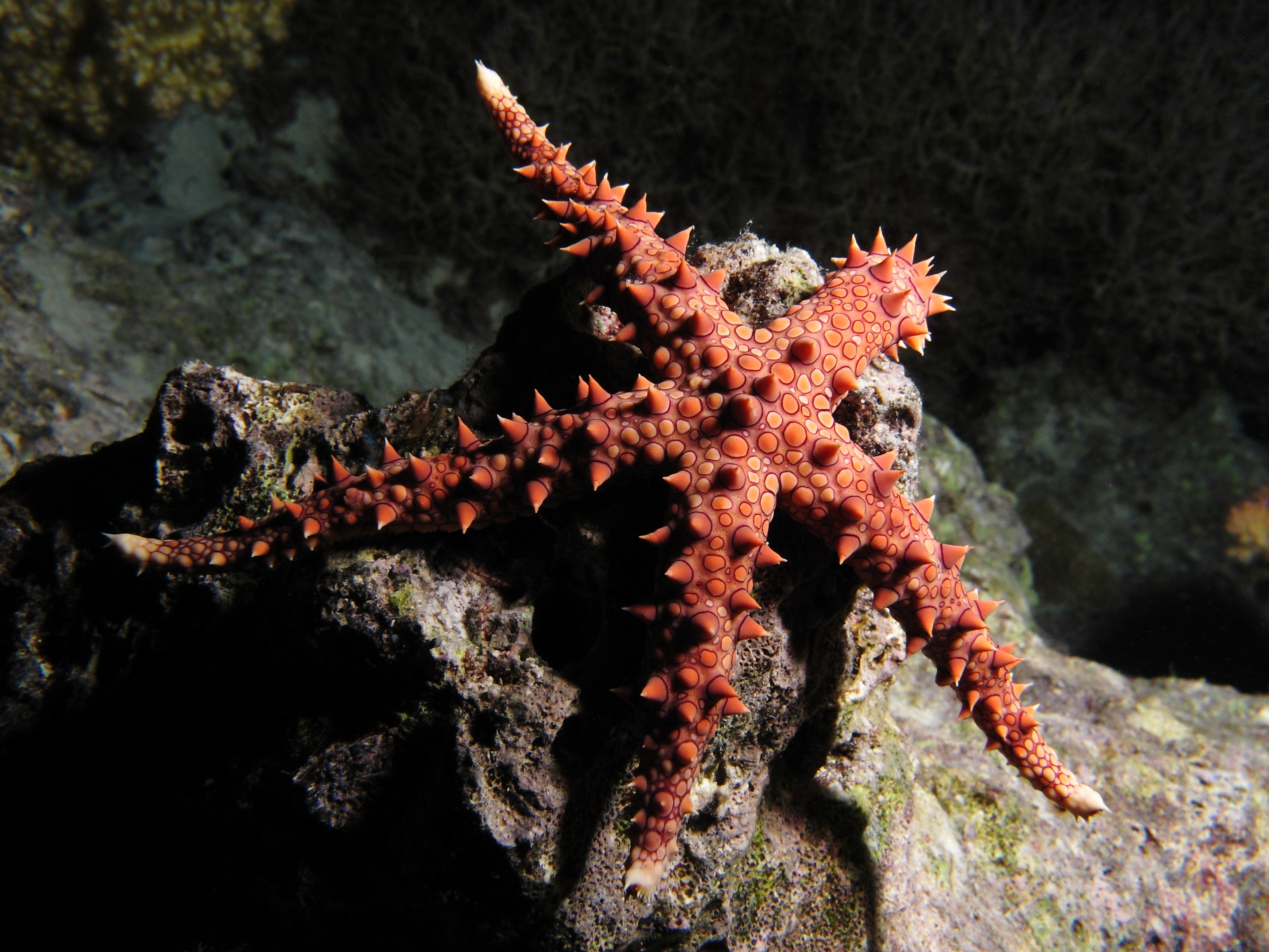
Gomophia egyptiaca
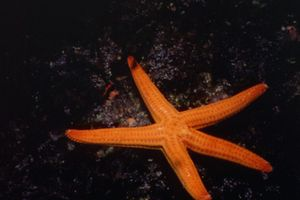
Hacelia attenuata
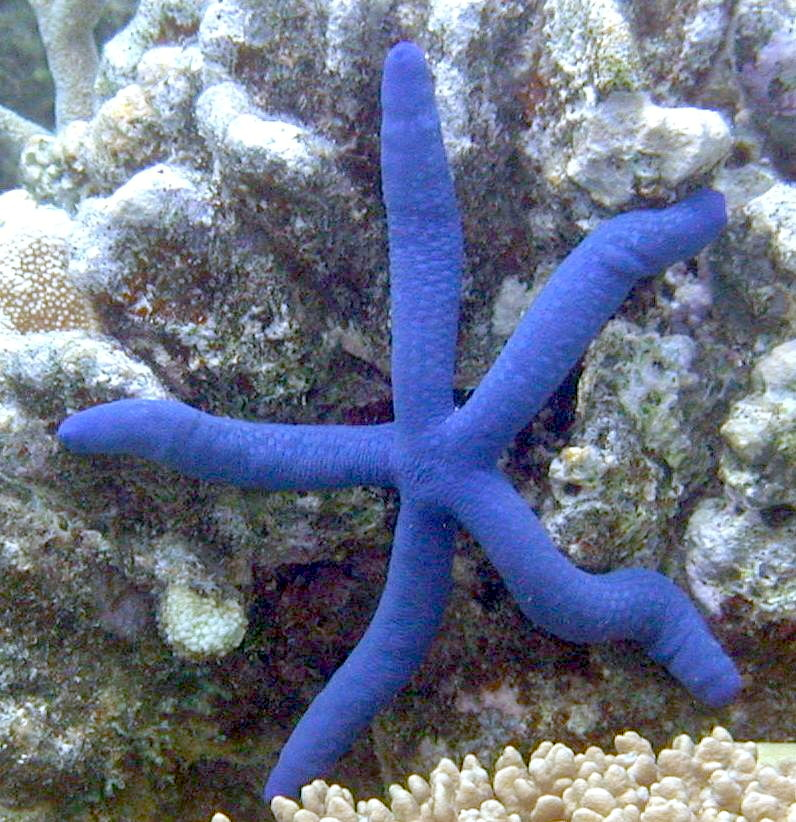
Linckia laevigata
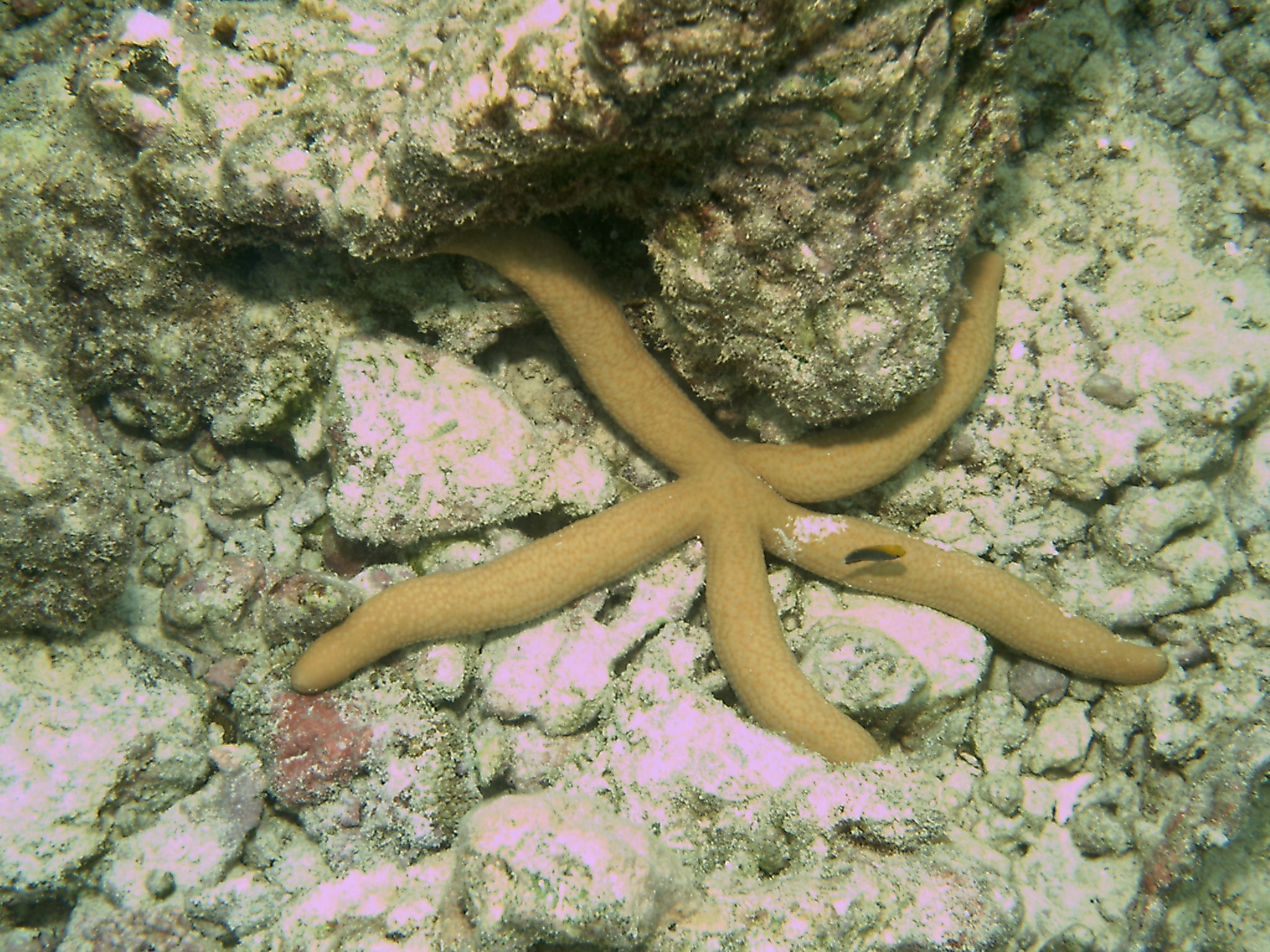
Linckia guildingi
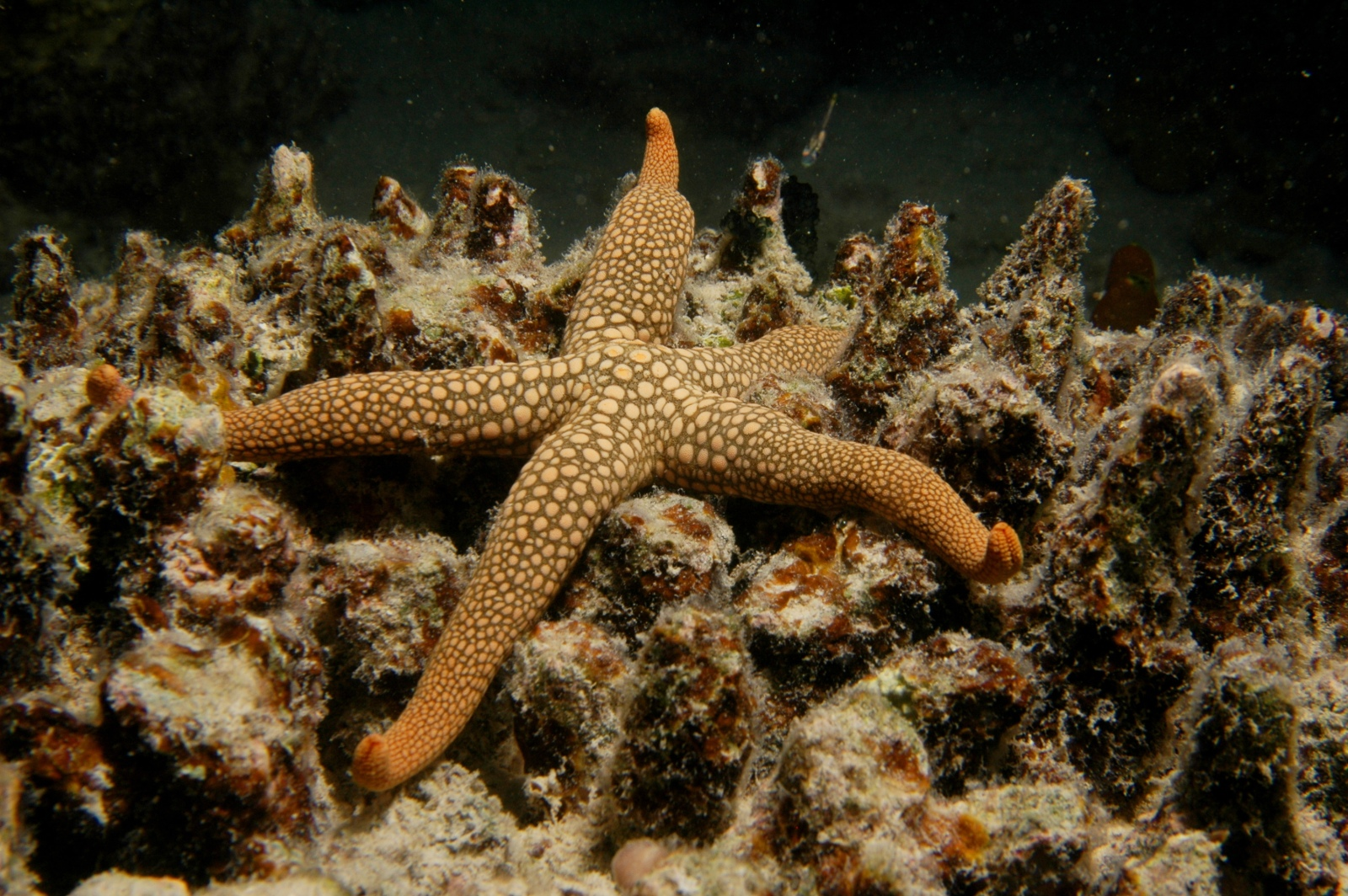
Nardoa novaecaledoniae
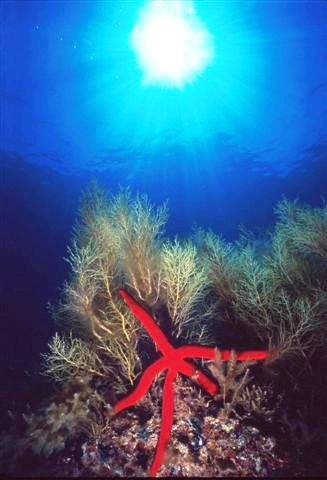
Ophidiaster ophidianus
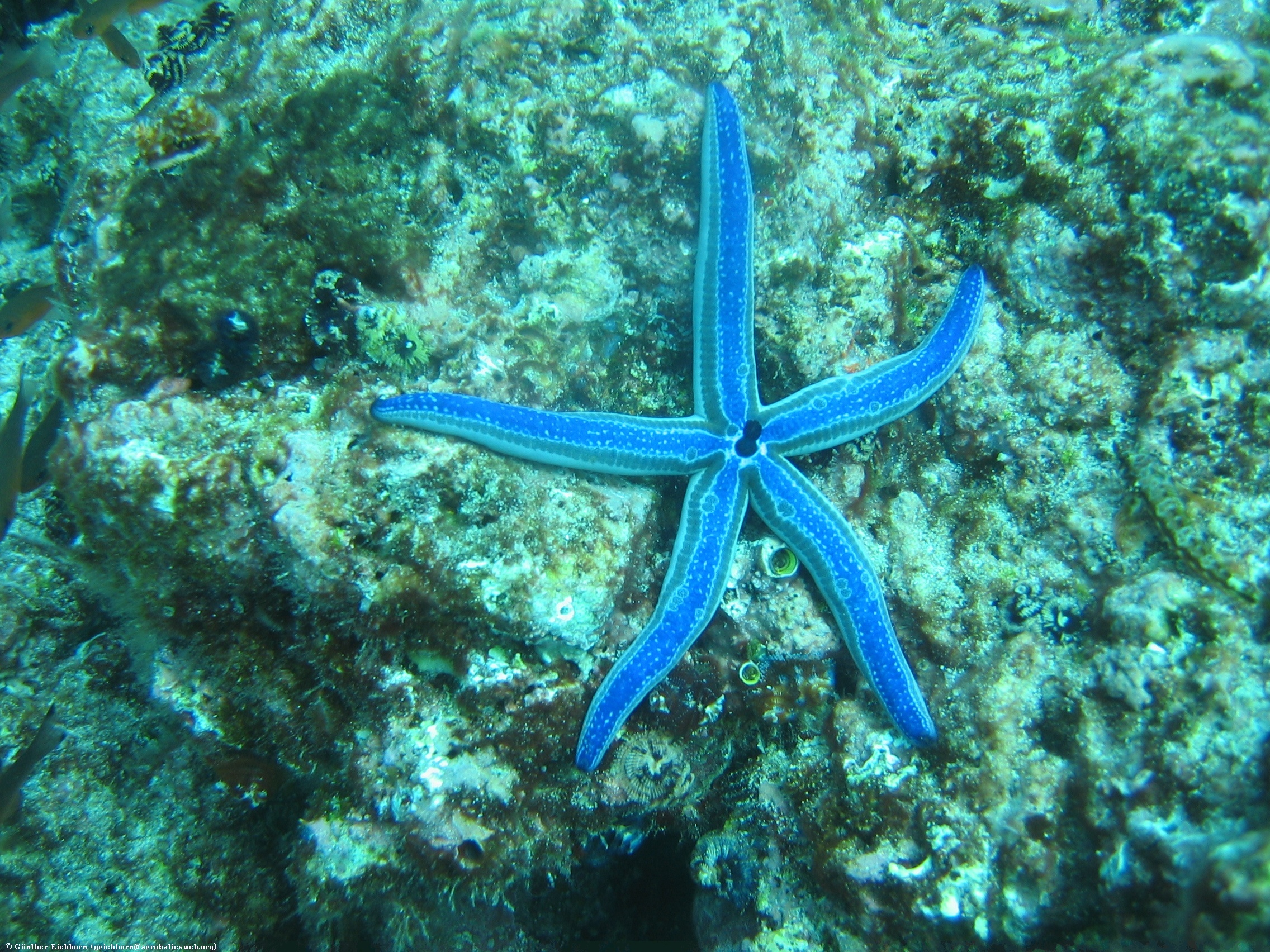
Phataria unifascialis